# Raoul-Auger Feuillet

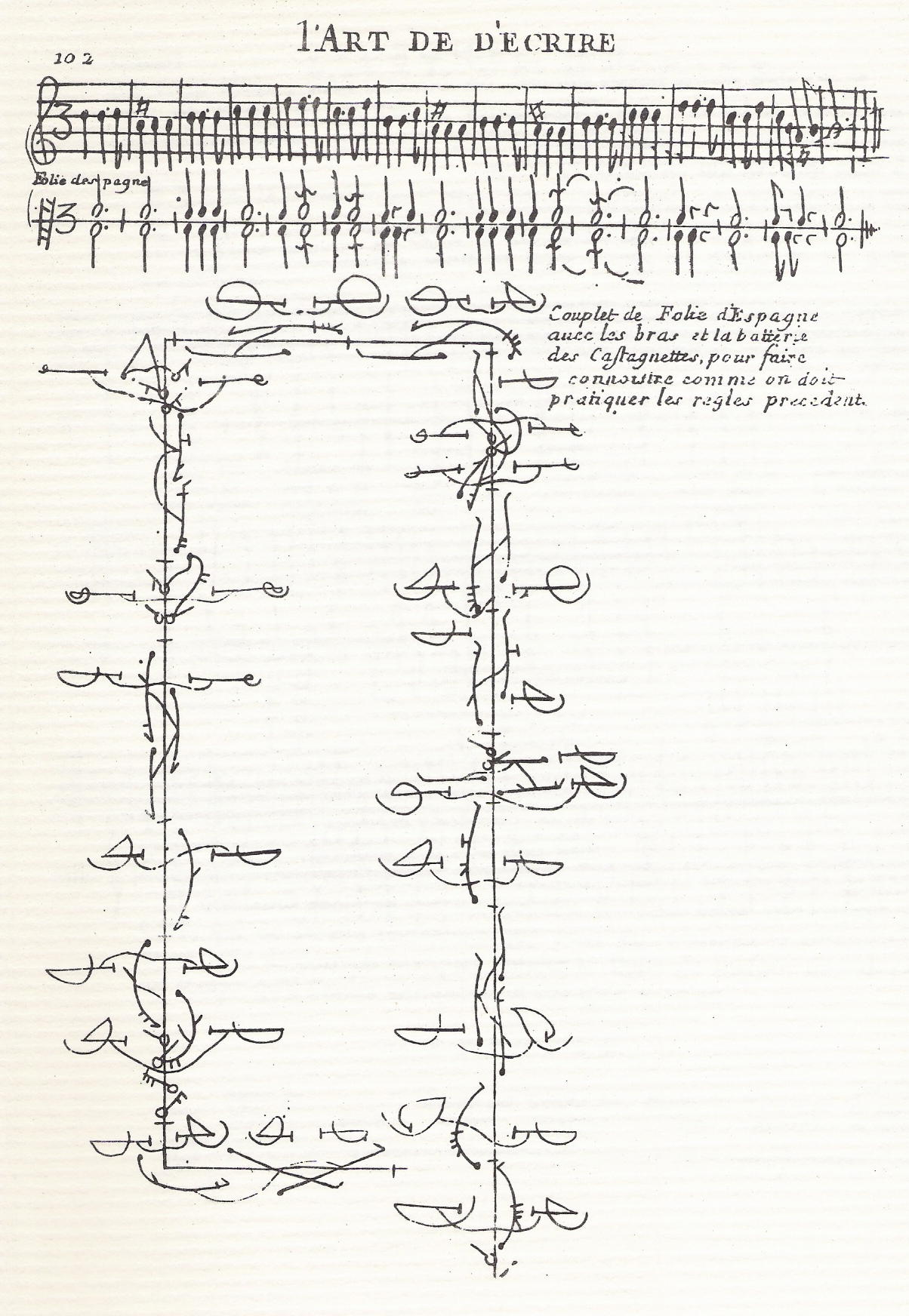
Feuillets Choreografie einer Folia

Raoul-Auger Feuillet (* 1653 oder 1659/60; † 14. Juni 1710) war ein französischer Tänzer, Ballettmeister, Choreograph, Notator und Herausgeber mehrerer Schriften zum Tanz. Er leistete einen bedeutenden Beitrag zur Überlieferung von Tänzen aus der Zeit um 1700, eines Tanzstils der heute allgemein als „Barocktanz“ bezeichnet wird.
Feuillet war der erste Tanzmeister, der die fünf Fußpositionen im Ballett benannte bzw. eine vielleicht schon früher entwickelte und verwendete Terminologie und Systematik publizierte.
Sein 1700 erschienenes Werk Chorégraphie ist die erste Publikation, in der eine neue Art einer Tanznotation beschrieben wird. Diese Notation wurde nach Feuillet Feuillet-Notation benannt. Da seit längerem bekannt ist, dass die Erfindung dieser Schrift auf Pierre Beauchamp zurückgeht, wird in der Wissenschaft zunehmend von Beauchamp-Feuillet-Notation gesprochen. Feuillet übernahm die Tanztechnik seiner Zeit und brachte sie in ein System. Lange Zeit wurde die Tanzschrift als Chorégraphie bezeichnet. Auch heute noch werden diese französischen Begriffe weltweit verwendet.

## Werke (Auswahl)
- 1700: Chorégraphie, ou l’art de décrire la danse par caractères, figures et signes démonstratifs
- 1700: Recueil de dances, composées par M. Feuillet
- 1700: Recueil de dances, composées par M. Pécour [...] et mises sur le papier par M. Feuillet
- 1702: Pr recueil de danses de bal pour l’année 1703
- 1703: IIme recueil de danses de bal pour l’année 1704
- 1704: IIIme recueil de danses de bal pour l’année 1705
- 1704: Recueil de dances contenant un très grand nombre des meilleures entrées de ballet de Mr Pécour [...] recueillies et mises au jour par Mr Feuillet
- 1705: IIIIe recueil de danses de bal pour l’année 1706
- 1706: Vme recueil de danses de bal pour l’année 1707
- 1706: Recueil de contredances mises en chorégraphie [...] par Mr Feuillet
- 1707: VIme recueil de danses et de contredanses pour l’année 1708
- 1708: VIIe recueil de dances pour l’année 1709
- 1709: VIIIme recueil de danses pour l’année 1710
- 1709: Recueil de dances composées par Mr Feuillet (2e édition du recueil de 1700)
- 1709: Recueil de dances composées par M. Pécour [...] et mises sur le papier par M. Feuillet (2e édition du recueil de 1700)